# Ilattia albiloba
Ilattia albiloba là một loài bướm đêm trong họ Noctuidae.